# AlphaGo
AlphaGo — це комп'ютерна програма для гри в ґо, що розроблена компанією Google DeepMind. У жовтні 2015 року вона стала першою комп'ютерною програмою, що в грі на рівних на класичній дошці 19х19 завдала поразки людині — професійному гравцю в ґо .

## Історія
Здобути перемогу в ґо комп'ютерові значно важче ніж, наприклад, у шахи, тому що в ґо набагато більше можливих варіантів ходів. Це ускладнює використання традиційних комп'ютерних методів, наприклад методу повного перебору. Після перемоги комп'ютера Deep Blue над чемпіоном світу з шахів Гаррі Каспаровим 1997 року, штучному інтелекту знадобилось майже 20 років щоб зрівнятися з гравцями в ґо. 2012 року програма Zen, яка була запущена на кластері з чотирьох ПК, у грі з форою в 5 та 4 каменів двічі перемогла Масакі Такемію (9p). 2013 року, Crazy Stone перемогла Йошіо Ішиду (9p) у грі з форою в 4 камені.
AlphaGo досконаліша за інші програми для гри в ґо. У 500 іграх проти інших програм, включаючи Crazy Stone та Zen, AlphaGo перемогла 499 разів. У жовтні 2015 року, AlphaGo перемогла триразового чемпіона Європи Фаня Хуея з рахунком 5:0. Це перший випадок, коли комп'ютерна програма перемогла професійного гравця в ґо на класичній дошці в грі на рівних. Оприлюднення цієї новини було відкладено до 27 січня 2016 року, коли вийшов номер журналу Nature, в якому описуються застосовані алгоритми.
У березні 2016 року відбулася серія з п'яти матчів між AlphaGo та південно-корейським професійним гравцем 9-го дану Лі Седолом. Змагання закінчилось з рахунком 1–4, на користь AlphaGo.

## Алгоритм роботи
В AlphaGo застосовано пошук по дереву Монте Карло, керований за допомогою технології поглибленої нейронної мережі для оцінки позиції та пошуку найбільш вдалих ходів. Спочатку AlphaGo вчилась грати на записаних партіях професійних гравців, з яких вона вибирала свої ходи. Згодом, після досягнення певного рівня, вона почала грати проти себе самої, для подальшого вдосконалення.

## Відгуки
AlphaGo вважається важливою віхою в розвитку штучного інтелекту. Ґо була останньою класичною грою, в яку людина грала краще за комп'ютер. Toby Manning, рефері поєдинку AlphaGo з Fan Hui, та Haijin Lee, генеральний секретар міжнародної федерації ґо, вважали, що комп'ютери допоможуть гравцям в ґо з аналізом партій та удосконаленню техніки гри.